# 小栗孝三郎
小栗 孝三郎（おぐり こうざぶろう、1868年9月19日（慶応4年8月4日）- 1944年（昭和19年）10月15日）は、日本の海軍軍人。最終階級は海軍大将。

## 経歴
大聖寺藩士・小栗勇馬（禄高：200石）の三男として生まれる。共立学校を経て、1889年に海軍兵学校（15期生）を卒業し、1890年に少尉任官。1893年、海軍大学校（丙号学生）を卒業し「松島」乗組、以後、佐世保海兵団分隊長、装甲艦「比叡（初代）」分隊長、西海艦隊参謀、砲艦「磐城」航海長、「天龍」航海長、常備艦隊参謀などを経て、1901年、海軍大学校（将校科甲種第2期）を卒業し、海軍省副官兼海相秘書官となり山本権兵衛大臣に仕えた。
1903年から翌年までイギリスに駐在し、英海軍大学校戦術科に学び、潜水艇に興味を持つ。帰国後、軍令部参謀となるが、潜水艇研究を願い出て認められ、1904年6月から11月まで米英出張。アメリカに発注した潜水艇の工事検分、完成後に分解し日本へ積み出し、英国で潜水艇の航海体験などをして帰国。
その後、潜水艇の横須賀工廠艤装委員、第1潜水艇隊司令を歴任。1906年にイギリスに出張し、購入を条件に最新式の潜水艇を検分し帰国するが、艦政本部がその購入を認めず、その責任を取って休職。しかし、山本海軍大臣が5隻購入を決定し現役復帰を決意。以後、水雷母艦「韓崎」艦長、通報艦「鈴谷（初代）」艦長、水路部測器科長、海軍省副官、「香取」艦長、艦政本部第1部長などを歴任し、1913年、海軍少将となり、イギリス大使館付武官、軍務局長、第6戦隊司令官、第1特務艦隊司令官、呉工廠長、将官会議議員、第3艦隊長官を歴任。1921年、東宮訪欧に随行。
さらに、舞鶴鎮守府長官、将官会議議員を経て、1923年に海軍大将、1938年に退役した。
ドイツ文学者で詩人の小栗孝則は長男である。

## 年譜
- 1889年（明治22年）4月20日 - 海軍兵学校卒業（15期）。同期に岡田啓介、財部彪、竹下勇。海軍少尉候補生。
- 1890年（明治23年）7月9日 - 任海軍少尉
- 1892年（明治25年）12月21日 - 海大丙号学生
- 1894年（明治27年）12月7日 - 任海軍大尉、装甲艦「比叡」分隊長
- 1895年（明治28年）11月16日 - 砲艦「磐城」航海長
- 1896年（明治29年）4月1日 - スループ「天龍」航海長
- 1899年（明治32年）
  - 3月22日 - 海大乙種学生
  - 9月29日 - 任海軍少佐
- 1900年（明治33年）12月6日 - 海大甲種学生
- 1901年（明治34年）10月15日 - 海軍大学校教官
- 1903年（明治36年）
  - 2月3日 - イギリス駐在（～1904年4月9日）
  - 9月26日 - 任海軍中佐
- 1906年（明治39年）8月30日 - 水雷母艦「韓崎」艦長
- 1907年（明治40年）12月1日 - 任海軍大佐
- 1908年（明治41年）
  - 2月26日 - 通報艦「鈴谷」艦長
  - 5月15日 - 防護巡洋艦「音羽」艦長（兼任）
- 1911年（明治44年）12月1日 - 戦艦「香取」艦長
- 1912年（大正元年）12月1日 - 艦政本部第一部長
- 1913年（大正2年）5月24日 - 任海軍少将
- 1914年（大正3年）8月15日 - 在イギリス大使館付武官（～1915年12月25日）
- 1916年（大正5年）6月23日 - 海軍省軍務局長、将官会議議員
- 1917年（大正6年）6月1日 - 任海軍中将
- 1920年（大正9年）12月1日 - 第三艦隊司令長官
- 1921年（大正10年）12月1日 - 舞鶴鎮守府司令長官。
- 1923年（大正12年）
  - 4月1日 - 将官会議議員
  - 8月3日 - 任海軍大将
- 1924年（大正13年）2月25日 - 予備役編入
- 1938年（昭和13年）8月4日 - 退役

## 栄典・授章・授賞
位階
- 1891年（明治24年）12月14日 - 正八位[3]
- 1894年（明治27年）12月28日 - 従七位[4]
- 1898年（明治31年）3月8日 - 正七位[5]
- 1899年（明治32年）10月31日 - 従六位[6]
- 1903年（明治36年）12月19日 - 正六位[7]
- 1907年（明治40年）11月30日 - 従五位[8]
- 1913年（大正2年）2月10日 - 正五位[9]
- 1917年（大正6年）6月20日 - 従四位[10]
- 1920年（大正9年）12月20日 - 正四位[11]
- 1923年（大正12年）11月12日 - 従三位[12]
- 1924年（大正13年）3月24日 - 正三位[13]

勲章等
- 1895年（明治28年）11月18日 - 勲六等瑞宝章・功五級金鵄勲章[14]・明治二十七八年従軍記章[15]
- 1900年（明治33年）5月31日 - 勲五等瑞宝章[16]
- 1901年（明治34年）11月20日 - 勲四等旭日小綬章[17]
- 1902年（明治35年）5月10日 - 明治三十三年従軍記章[18]
- 1906年（明治39年）4月1日 - 勲三等旭日中綬章・明治三十七八年従軍記章[19]
- 1915年（大正4年）11月7日 - 勲二等旭日重光章・大正三四年従軍記章[20]
- 1920年（大正9年）11月1日 - 勲一等旭日大綬章[21]
- 1921年（大正10年）7月1日 - 第一回国勢調査記念章[22]
- 1940年（昭和15年）8月15日 - 紀元二千六百年祝典記念章[23]

外国勲章佩用允許
- 1915年（大正4年）12月26日 - イギリス帝国：聖マイケル・聖ジョージ勲章第二等勲章[24]
- 1919年（大正8年）1月22日
  - イギリス帝国：聖マイケル・聖ジョージ第一等勲章[25]
  - イタリア王国：王冠第一等勲章[25]
  - ベルギー王国：王冠第一等勲章[25]
  - フランス共和国：レジオンドヌール勲章グラントフィシエ[25]